# Leuctra digitata
Leuctra digitata är en bäcksländeart som beskrevs av Kempny 1899. Leuctra digitata ingår i släktet Leuctra och familjen smalbäcksländor. Arten är reproducerande i Sverige. Inga underarter finns listade i Catalogue of Life.